# Ребро, Никита Леонидович
Ребро́ Ники́та Леони́дович (укр. Ребро Микита Леонідович; род. 29 августа 1988, Жданов, Донецкая область) — украинский и российский сурдлимпийский борец вольного и греко-римского стилей, Мастер спорта России международного класса (спорт глухих, 2016). Спортивный судья первой категории по спортивной борьбе.
Чемпион Европы по вольной борьбе среди спортсменов с нарушением слуха (2015), двукратный вице-чемпион мира (2018, 2021), пятикратный чемпион Украины (2008, 2009, 2010, 2011, 2012), пятикратный чемпион России (2014, 2015, 2018, 2020, 2021).
Президент региональной общественной организации "Федерация спорта глухих Ямало-Ненецкого автономного округа"
Многократный призёр чемпионатов Украины и России по греко-римской борьбе среди спортсменов с нарушением слуха. Также выступает среди здоровых спортсменов, многократный победитель и призёр международных турниров, выполнил норматив мастера спорта России среди здоровых спортсменов (2015). Член национальной сборной РФ по вольной и греко-римской борьбе (резерв) среди спортсменов с нарушением слуха.

## Биография

### Детство и юность
Родился 29 августа 1988 года в Жданове, (с 1989 года Мариуполь, Донецкая область, Украина), по национальности украинец. Рос здоровым ребёнком, но с пятилетнего возраста родители заметили снижение слуха, диагноз был неутешителен, неврит слухового нерва III—IV степени, предположительно после перенесённого инфекционного заболевания и тяжёлого лечения. Шестилетнего Никиту отдали в мариупольский специализированный интернат для глухих и слабослышащих, но уже через год, после слухопротезирования родители приняли решение перевести Никиту в общеобразовательную школу № 28, г. Мариуполь, в которой будущий чемпион обучался до 9-го класса, что положительно повлияло на развитие речевого аппарата и социальных коммуникаций.
Обнаруженная глухота не стала препятствием для посещения спортивных секций, первой, в возрасте 6 лет стала секция по прыжкам в воду в плавательном бассейне «Нептун», через три года в возрасте 9 лет начал заниматься цирковой гимнастикой, в ДК"Искра". В 11 лет маленький Никита попал в страшное ДТП, во время прогулки на велосипеде его сбил автомобиль. После лечения юный спортсмен записался на секцию вольной борьбы в ДК «Металлургов», первым тренером стал Папуш Николай Фёдорович, соревновался и тренировался Никита со здоровыми борцами, первой весовой категорией был вес до 30 кг. Показав хорошие данные и результаты молодому борцу дали рекомендацию перейти в спортивную школу-интернат № 4 г. Мариуполя, в которой Никита закончил 9-10 классы, а также завоевал победы на чемпионатах и кубках Донецкой области среди юниоров.
Однако к 2005 году стала сказываться разница между здоровым борцом и слабослышащим, Никите тяжело на равных конкурировать и начался спад в спортивной карьере, потеря мотивации. Выпускной класс Никита заканчивал в сельской общеобразовательной школе № 1, с. Безыменного Новоазовский район, Украина, где помогал тяжело больной бабушке. В 2006 году закончил Мариупольский профессиональный аграрный лицей (Сартана), специальность «автослесарь».

### Сурдлимпийский спорт
В 2007 году тренер спортсмена Папуш Н. Ф. узнал об организации «Инваспорт» на Украине и соревнованиях глухих спортсменов. Пройдя аттестацию и медицинскую верификацию Никита был допущен к соревнованиям под эгидой «Инваспорта».
В 2008 году победил в чемпионате Украины среди слабослышащих по вольной борьбе и занял второе месте по греко-римской борьбе в в/к до 74 кг, таким образом открыв дорогу в дефлимпийскую сборную Украины и получив путёвку на сентябрьский чемпионат мира в г. Ереван (Армения). В этом же году побеждает на чемпионате Донецкой области по вольной борьбе среди здоровых спортсменов (до 74 кг).
В 2009 году спортсмен стал двукратным чемпионом Украины среди слабослышащих по вольной борьбе в в/к до 74 кг, тренерский штаб национальной сборной принял решение заявить Никиту на летние Сурдлимпийские игры 2009 в г. Тайбэй в двух спортивных дисциплинах, вольной и греко-римской борьбе, где борец занял 8 и 5 места соответственно (до 74 кг), что позволило выполнить норматив мастера спорта Украины. По итогам года входит в число лучших спортсменов полумиллионного Мариуполя. В этом же году Никита перешёл в СК «Азовмаш», к тренеру Сардаряну Алексану Николаевичу, мастеру спорта международного класса.
В 2010 году Ребро Никита берёт третью золотую медаль чемпионата Украины среди слабослышащих и бронзу по классической борьбе (обе дисциплины до 74 кг).
В 2011 году повторяет результаты 2010 года по вольной борьбе и добывает серебро по греко-римской борьбе, тем сам получая путёвку на чемпионат Европы (Ереван, Армения) по вольной борьбе среди слабослышащих, где завоёвывает бронзу, свою первую международную медаль. В этом же году переходит в СК «Динамо» в г. Одесса, Украина, где Никиту начинает тренировать заслуженный тренер Украины, Антонов Дмитрий Алексеевич. По итогам 2011 года попадает в список лучших спортсменов Одессы.
В 2012 году становится пятикратным чемпионом Украины по вольной борьбе и четырёхкратным вице-чемпионом по греко-римской (до 74 кг). В составе сборной Украины, начинает подготовку к III Чемпионату мира по вольной борьбе среди спортсменов с нарушением слуха, который проходил 3-8 сентября в г. София (Болгария). Однако к соревнованиям допущен не был, хотя спортсмен прошёл процедуру взвешивания, в нарушение регламента соревнований Никиту заставили пройти дополнительную аудиометрию, по результатам которой его отстранили от соревнований, поставив под сомнение почти двадцатилетний медицинский диагноз. Тренера сборной не подали апелляцию, а наоборот написали на спортсмена докладную, которая привела к двухгодичной национальной дисквалификации.
В 2013 году спортсмен начал процедуру смены украинского гражданства на российское, из-за стремления возобновить спортивную карьеру. Ребро Никита переходит в МБУ ДО Пуровская районная ДЮСШ «Виктория», ЯНАО, к заслуженому тренеру Российской Федерации Дюшко Олегу Ивановичу.
В 2014 впервые выступил на чемпионате России по вольной борьбе среди слабослышащих спортсменов, добыв золотую медаль, весовая категория до 70 кг. По греко-римской борьбе стал вице-чемпионом (до 71 кг). Успешный дебютный год привёл Никиту в национальную сборную Российской Федерации.
В 2015 году в г. Владимир стал двукратным чемпионом России по вольной борьбе (до 70 кг), также во Владимире взял серебро по классической борьбе. Включён в состав сборной России на 2015 год, для участия в VI Чемпионате Европы (Тбилиси, Грузия) по вольной борьбе, среди слабослышащих (до 70 кг), где завоевал золотую награду. В этом же году получил звание мастера спорта России (спорт глухих), а также звание мастера спорта России среди здоровых спортсменов (спортивная борьба), за победы на международных турнирах.
В 2016 году завоёвана бронза на чемпионате России по вольной борьбе (до 86 кг), и бронза на чемпионате России по греко-римской борьбе (до 85 кг).
В 2017 Никита выборол серебро на чемпионате России по вольной борьбе (до 70 кг), и серебро на чемпионате России по греко-римской борьбе (до 75 кг). Победил в Чемпионате ЯНАО по греко-римской борьбе «Фестиваль борьбы ЯНАО» 20-22.01.2017 г., г. Тарко-Сале. Бронзовый призёр XV Всероссийского турнира по греко-римской борьбе памяти Ф. К. Салманова 07-10.04.2017 г. (Сургут). Бронзовый призёр XXXV Всероссийского турнира по греко-римской борьбе, памяти А. А. Тарасова 15-17.12.2017 г., (Нижний Тагил).
В 2018 году стал трёхкратным чемпионом России по вольной борьбе (до 79 кг), а также бронзовым призёром чемпионата России по греко-римской борьбе (до 77 кг). С 11 по 19 июня в г. Владимире (Россия) прошёл V чемпионат мира по вольной борьбе среди глухих спортсменов, где Никита Ребро стал вице-чемпионом (до 79 кг).
В 2019 году спортсмен продолжил пополнять медальную копилку, в активе серебряная медаль чемпионата России по греко-римской борьбе (до 77 кг), бронзовая медаль чемпионата России по вольной борьбе (до 74 кг). Серебряная международная медаль добыта 3 ноября на VII Чемпионате Европы (Гомель, Белоруссия) по вольной борьбе, среди слабослышащих (до 74 кг).
Начало 2020 года сложилось успешно, в феврале в г. Владимир борец победил на чемпионате страны по вольной борьбе среди спортсменов с нарушением слуха в весовой категории 74 килограмма. Это позволило подопечному заслуженного тренера России Олега Дюшко квалифицироваться на чемпионат мира, который пройдёт в июне, Турция (перенос в связи с пандемией Covid-19).
После годичного перерыва в связи с карантинными ограничениями на проведение массовых и спортивных мероприятий из-за пандемии COVID-19, в 2021 году возобновились общероссийские соревнования. На Чемпионате России по вольной борьбе который прошел 15-18 апреля в г. Калининград Никита Ребро стал чемпионом в весовой категории до 74 кг, по ходу турнира проведя 5 раундов соревнования и победив представителей Дагестана, Якутии, Сахалинской области с общим счетом 34-1. На 6-м чемпионате мира по борьбе который прошел со 2 по 8 июля 2021 года в г. Стамбуле (Турция) стал серебряным медалистом в дисциплине "вольная борьба" (до 74 г).
25-28 ноября в Шарм-эль-Шейхе (Египет) на  международном турнире по спортивной борьбе «Ibrahim Moustafa» под эгидой UWW Никита Ребро завоевал две бронзы, по греко-римской борьбе в в/к до 82 кг и в турнире по вольной борьбе в в/к до 79 кг, чем помог российской команде занять второе место в общекомандном зачете по греко-римской борьбе, с результатом 125 баллов.
2022 год начался с чемпионата России по вольной борьбе среди спортсменов с нарушением слуха в г. Владимир, который проходил 25-26 января. В весовой категории 74 кг. Никита стал вице-чемпионом.
В ноябре 2024 года после Кубка России завершил свою спортивную карьеру. В декабре 2024 года переехал со своей семьей в Осло (Норвегия), где начал тренировать Фелиситас Домаеву.

## Спортивные достижения
Национальные
- Чемпион Украины по вольной борьбе, спорт глухих (5): 2008, 2009, 2010, 2011, 2012
- Вице-чемпион Украины по греко римской борьбе, спорт глухих (4): 2008, 2009, 2011, 2012
- Бронза чемпионата Украины по греко римской борьбе, спорт глухих (1): 2010
- Чемпион России по вольной борьбе, спорт глухих (5): 2014, 2015, 2018, 2020, 2021
- Вице-чемпион России по вольной борьбе, спорт глухих (2): 2017, 2022
- Бронза чемпионата России по вольной борьбе, спорт глухих (2): 2016, 2019
- Вице-чемпион России по греко римской борьбе, спорт глухих (4): 2014, 2015, 2017, 2019
- Бронза чемпионата России по греко римской борьбе, спорт глухих (2): 2016, 2018

Международные
- Чемпион Европы по вольной борьбе, спорт глухих (1): 2015
- Вице-чемпион Европы по вольной борьбе, спорт глухих (1): 2019
- Бронза чемпионата Европы по вольной борьбе, спорт глухих (1): 2011
- Вице-чемпион мира по вольной борьбе, спорт глухих (2): 2018, 2021

## Общественная деятельность
С 2020 года президент региональной общественной организации "Федерация спорта глухих Ямало-Ненецкого округа" 

## Рекорды России
Ребро Никита установил три рекорда России, так 7 февраля 2018 года в номинацию «наибольшее расстояние, преодолённое на руках» Никита занесён с результатом 37,6 м. Следующий рекорд был установлен 3 октября 2018 года, номинация «наибольшее количество приседаний со штангой 90 кг за один час», спортсмен выполнил 220 приседаний за 60 минут. Третий рекорд зафиксирован 16 февраля 2020 года, номинация "наибольшее количество медалей, завоеванных на Чемпионате России по вольной и греко-римской борьбе (спорт глухих) в России", с результатом 13 медалей.

## Образование
- Мариупольский профессиональный аграрный лицей (Сартана), специальность «автослесарь» (2006);
- Бакалавриат Государственное высшее учебное заведение «Донбасский государственный педагогический университет» (2016). Получил степень бакалавра физического воспитания;
- Магистратура Государственное высшее учебное заведение «Донбасский государственный педагогический университет» (2018). Получил степень магистра по специальности «среднее образование», специализация «физическое воспитание».

## Семья
Женат, воспитывает троих детей — Давида (2012), Адама (2015) и Марка (2019). Жена — Ребро Яна Александровна, по образованию медик и психолог. Отец — Ребро Леонид Григорьевич, предприниматель, пенсионер. Мать — Ребро Галина Викторовна, бывший металлург, пенсионер. Есть старший брат Данил, также занимался спортивной борьбой.

## Награды и звания
- Мастер спорта Украины, спорт глухих (2009);
- Мастер спорта России, спортивная борьба (2015)[8];
- Мастер спорта России, спорт глухих (2015)[22];
- Мастер спорта России международного класса, спорт глухих (2016)[2];
- Спортивный судья первой категории по спортивной борьбе (2017)[3];
- Благодарственное письмо городского головы г. Мариуполя, за вклад в развитие спорта глухих (2008, 2009, 2010, 2011);
- Лауреат конкурса «Спортивная элита Ямала» (2018,2019,2021)[39]
- Лауреат конкурса «Спортивная элита Пуровского района» (2014, 2015, 2016, 2017, 2018,2019,2020,2021,2022)[40][3][41][42][43][44];
- Лауреат конкурса «Молодёжный Золотой Фонд 2016» (Пуровский район, ЯНАО) в категории «любительский спорт»[45];
- Благодарственное письмо от губернатора Ямало-Ненецкого автономного округа, за большой вклад в развитие физической культуры и спорта ЯНАО (2018);
- Благодарность департамента по физической культуре и спорту Ямало-Ненецкого автономного округа (2020);
- Лауреат премии Главы Пуровского района.